# Jüdische Elementarschule (Diersburg)
Die Jüdische Elementarschule in Diersburg, einem Ortsteil der Gemeinde Hohberg im Ortenaukreis in Baden-Württemberg, war eine Elementarschule, die 1830 gegründet wurde. Sie wurde von der Jüdischen Gemeinde Diersburg unterhalten. Das badische Judenedikt von 1809 gestattete den jüdischen Gemeinden, eigene Schulen zu errichten, sofern sie die Kosten dafür übernahmen.
Die Schule befand sich an der Adresse Strittmatt 4. Über dem Eingang des ehemaligen Schulgebäudes befindet sich bis heute eine hebräische Inschrift, die übersetzt lautet: Führe herbei die Endzeit unserer Befreiung und unsere Erlösung (mit der hebräischen Jahreszahl für 1826).
Die jüdischen Elementarschulen wurden mit der Einführung der Simultanschulen im Großherzogtum Baden im Jahr 1876 aufgelöst. Die jüdische Schule in Diersburg wurde bis Ende der 1920er-Jahre als Religionsschule weitergeführt.